# Anton Giulio Barrili
Anton Giulio Barrili (Savona, 14 dicembre 1836 – Carcare, 14 agosto 1908) è stato un politico, scrittore, letterato, patriota e garibaldino italiano.
Autore di una copiosa serie di romanzi, compose inoltre versi, novelle e commedie; Benedetto Croce ne elogiò lo stile letterario.

## Biografia
Trascorsa l'infanzia a Nizza, all'epoca appartenente al Regno di Sardegna, terminò gli studi superiori a Savona presso gli Scolopi, laureandosi poi in Lettere e Filosofia all'Università di Genova. Intraprese quindi la carriera di giornalista fondando un primo giornale, L'occhialetto, steso per intero di suo pugno. Divenne in seguito uno dei redattori del San Giorgio, quotidiano fondato e guidato da Nino Bixio.
Nel 1859 si arruolò come volontario nell'esercito piemontese, partecipando a varie campagne con il VII Reggimento fanteria. L'anno seguente entrò nella redazione del giornale di propaganda garibaldina Il Movimento, divenendone direttore e portavoce delle imprese del generale.
Barrili combatté al fianco di Giuseppe Garibaldi in Trentino nel 1866, come volontario nell'8º Reggimento del Corpo Volontari Italiani; combatté e fu ferito il 3 novembre del 1867 nella battaglia di Mentana, quando le truppe garibaldine, nel tentativo di conquistare Roma, furono sconfitte dai francesi di Napoleone III. La sua esperienza nelle guerre risorgimentali fu in seguito narrata in un libro di memorie, Con Garibaldi alle porte di Roma (1895).
Ritornato a Genova, nel 1875 fondò il quotidiano Il Caffaro, sul quale pubblicò in appendice alcune delle sue opere. Candidatosi alla Camera dei deputati nelle liste della Sinistra, fu eletto nel 1876, ma si dimise nel 1879 per dedicarsi all'insegnamento nei licei.
Trasferitosi a Roma nel 1884 per assumere la direzione de La Domenica letteraria, tornò poi a Genova, ottenendo nel 1894, grazie al sostegno di Giosuè Carducci, la cattedra di Letteratura italiana all'Università di Genova; fu nominato rettore nel 1903.
Negli anni '80 del XIX secolo fu iniziato alla massoneria nella Loggia Trionfo Ligure di Genova.
In età avanzata si ritirò a Villa Maura, la sua residenza estiva di Carcare, morendovi alle ore 22,50 del 14 agosto 1908.
Anton Giulio Barrili è sepolto nel Cimitero monumentale di Staglieno a Genova. Al Barrili sono state dedicate diverse vie: a Genova, Milano, Roma, Torino, Savona, Alassio, Finale Ligure, Millesimo e Carcare.

## Opera
La vasta opera letteraria di Barrili, composta da numerose novelle e una cinquantina di romanzi, spesso accomunata a quella di Victor Cherbuliez, inizia nel 1865 e ottiene presto largo consenso grazie allo stile scorrevole, alla sua padronanza della lingua e l'abilità nell'intreccio narrativo.
Di Anton Giulio Barrili scrittore di romanzi, Benedetto Croce ha elogiato lo "stile limpido e scorrevole, senza stento, senza disuguaglianze e insieme accurato e corretto", aggiungendo che "il difetto radicale, epperò gravissimo, del Barrili è che egli non prende serio interesse alla materia che tratta.". 

### Romanzi
- Capitan Dodéro. Una notte bizzarra, novelle, (1865)
- Santa Cecilia (1866)
- L'olmo e l'edera (1869)
- I misteri di Genova Cronache contemporanee (1867-1870)
- I rossi e i neri (1870)
- Il libro nero (1871)
- Le confessioni di fra Gualberto (1873)
- Val d'Olivi (1871)
- Semiramide, racconto babilonese, Milano, Fratelli Treves, 1873.[2]
- Come un sogno (1875)
- Castel Gavone. Storia del secolo XV, Fratelli Treves, 1875
- L'olmo e l'edera (1877)
- Cuor di ferro e cuor d'oro (1877)
- Tizio, Caio e Sempronio (1877)
- La notte del commendatore (1875)
- Diana degli Embriaci (1877)
- Lutezia 1878
- La conquista di Alessandro (1879)
- Il tesoro di Golconda (1879)
- Lutezia, Milano, Fratelli Treves, 1879
- il merlo bianco 1879
- La donna di picche 1880
- L'undecimo comandamento, (1881)
- Il ritratto del diavolo 1882
- Il biancospino 1882
- L'anello di Salomone (1883)
- O tutto o nulla 1883
- Fior di mughetto 1883
- Dalla rupe 1884
- Il conte Rosso 1884
- Amori alla macchia 1884
- Monsù Tomè 1885
- Il lettore della principessa 1885
- La montanara, Milano, Treves, 1886
- Casa Polidori, 1886
- Arrigo il savio 1886
- La spada di fuoco 1887
- Il giudizio di Dio 1887
- Il Dantino 1888
- La signora Autari 1888
- La sirena 1889
- Scudi e corone 1890
- Amori antichi 1890
- Rosa di Gerico 1891
- La bella Graziana 1892
- Le due Beatrici 1892
- Terra vergine 1892
- I figli del cielo 1893
- La castellana 1894
- Fior d'oro 1895
- Con Garibaldi alle porte di Roma, ricordi (1895)
- Semiramide: racconto babilonese, Fratelli Treves Editori, Milano, 1895
- Il prato maledetto (1895)
- Galatea, Fratelli Treves, Milano, 1896
- Diamante nero 1897
- Sorrisi di gioventù 1898
- Raggio di Dio 1899
- Il ponte del Paradiso 1904
- Il ritratto del diavolo, Fratelli Treves, Milano, 1905
- I rossi e i neri (1906)
- Tra cielo e terra: romanzo, Milano, F.lli Treves, 1907
- Uomini e bestie: racconti d'estate, Fratelli Treves Editori, Milano, 1908
- Santa Cecilia, Collezione "Il Romanzo per tutti", Lubrano e Ferrara Editori, Napoli, 1911, edizione autorizzata dalla casa F.lli Treves proprietaria dei diritti d'autore
- Il libro nero, "Il Romanzo per tutti", Lubrano e Ferrara Editori, Napoli, anno di pubblicazione incerto: 1911-1914(?). Probabilmente edizione autorizzata dalla casa F.lli Treves,
- Capitan Dodero, "Il Romanzo per tutti", Lubrano e Ferrara Editori, Napoli, 1912, edizione autorizzata dalla casa F.lli Treves proprietaria dei diritti d'autore
- Le due Beatrici: romanzo colombiano, Milano, F.lli Treves, 1927

### Raccolte di novelle
- Uomini e bestie (1886)
- Una notte d'estate e altre novelle, Milano, F.lli Treves 1921

### Lavori teatrali
- La legge Oppia (1873)
- Zio Cesare (1888)